# Christel Eckart
Christel Eckart (* 1945 in Großauheim in Hessen) ist eine deutsche Soziologin.
Sie war ab 1972 Mitarbeiterin am Institut für Sozialforschung in Frankfurt am Main und Lehrbeauftragte an der Johann Wolfgang Goethe-Universität Frankfurt am Main. Von 1993 bis 2011 war Christel Eckart Professorin für Frauenforschung mit dem Schwerpunkt Arbeit und Beruf von Frauen an der Universität Kassel. Zu ihren Forschungsschwerpunkten gehören der Wandel der Arbeitsgesellschaft und der Geschlechterverhältnisse sowie die Praktiken der Lebensführung, Fürsorge und Selbstsorge. Sie ist Mitbegründerin und Beiratsmitglied der Zeitschrift Feministische Studien. Von 1998 bis 2006 war sie Sprecherin der Interdisziplinären Arbeitsgruppe Frauen- und Geschlechterforschung an der Universität Kassel. Sie ist Mitglied im beratenden Vorstand der Deutschen Gesellschaft für Zeitpolitik.

## Schriften (Auswahl)
- Frauenarbeit in Familie und Fabrik, mit Ursula G. Jaerisch und Helgard Kramer, Campus-Verlag, Frankfurt am Main/New York 1979.
- Grenzen der Frauenlohnarbeit. Frauenstrategien in Lohn- und Hausarbeit seit der Jahrhundertwende, mit Helgard Kramer, Ilka Riemann, Karin Walser, Campus-Verlag, Frankfurt am Main/New York 1986.
- Der Preis der Zeit, Campus-Verlag, Frankfurt am Main/New York 1990.
- Zeit zum Sorgen. Fürsorgliche Praxis als regulative Idee der Zeitpolitik, in: Feministische Studien, 18. Jg., extra 2000.
- Privatheit – Zur Gestaltung von Beziehungen des Sorgens, in: Karin Jurcyk, Mechthild Oechsle (Hrsg.): Das Private neu denken. Erosionen, Ambivalenzen, Leistungen. Westfälisches Dampfboot, Münster 2008.